# Мережевий нейтралітет
Мережевий нейтралітет (англ. network neutrality, NN) — принцип, відповідно до якого провайдери телекомунікаційних послуг не віддають переваги одному цільовому призначенню перед іншим, або одним класам додатків (наприклад World Wide Web) перед іншими (наприклад, онлайн-ігри або IP-телефонія). Хоча сам цей термін новий, його фундаментальна ідея бере початок в епоху винаходу телеграфу в середині XIX століття. Телеграми доставлялися 'однаково', на рівних умовах, без спроб розрізняти їх зміст і регулювати їх приналежність до того чи іншого технічного способу доставки. Така мережа «від початку до кінця нейтральна».
Автором терміну є професор Колумбійської школи права Тім Ву.
Існує точка зору, що Інтернет НЕ нейтральний, оскільки FTP та інші види малочутливих до часу трафіків мають перевагу в порівнянні з комунікаціями реального часу.
Великі постачальники інтернет-контенту в США стверджують, що мережевий нейтралітет також стосується питання привілеїв або навпаки, негативного ставлення з боку провайдерів телекомунікаційних послуг до певних вебсайтів (наприклад Google) або певних брендів IP-телефонії.
Захисники мережевого нейтралітету стверджують, що великі телекомунікаційні компанії намагаються незаконно отримати прибуток від своїх інвестицій:

Найбільші національні телефонні і кабельні компанії <…> хочуть бути інтернет-брамниками, які самі вирішують, які вебсайти працюють швидко чи повільно, а які не завантажуватимуться зовсім.
Вони хочуть обкласти податками контент-провайдерів, щоб гарантувати швидку доставку своїх даних споживачеві. І сповільнюючи або блокуючи сервіси, пропоновані їх конкурентами, вони просувають вперед власні пошукові машини, послуги інтернет-телефонії і потокового відео. <…>
Замість рівних умов для всіх вони резервують спеціальні лінії для свого контенту і послуг. <…>
Оригінальний текст (англ.)
The nation's largest telephone and cable companies <...> want to be Internet gatekeepers, deciding which Web sites go fast or slow and which will not load at all.
They want to tax content providers to guarantee speedy delivery of their data. And they want to discriminate in favor of their own search engines, Internet phone services and streaming video - while slowing down or blocking services offered by their competitors. <...>
Instead of a level playing field, they want to reserve express lanes for their own content and services. <...>
— Save the Internet
Винахідник WWW Тім Бернерс-Лі підтримує мережевий нейтралітет.
Опоненти мережевого нейтралітету стверджують, що він не є необхідним і контрпродуктивним:

Всеосяжне і тверде законодавство про мережевий нейтралітет може призвести: до проблем суспільної та національної безпеки; до ускладнень у забезпеченні захисту від вторгнення в особисте життя громадян США; до підриву якості й оперативності в мережі Інтернет; до обмеження вибору споживачів; до виникнення перешкод перед кожним американцем у вкладенні коштів у широкосмугові мережі.
Оригінальний текст (англ.)
Sweeping and rigid net neutrality legislation could: hinder public safety and homeland security; complicate protecting Americans privacy; erode the quality and responsiveness of the Internet; limit consumers 'competitive choices; and discourage investment in broadband deployment to all Americans.
— Netcompetition
Ініціативи мережевого нейтралітету підтримуються великими постачальниками інтернет-контенту (наприклад, Google, Yahoo, eBay), групами захисту прав споживачів, таких як Consumers Union, торговими асоціаціями сфери високих технологій, такими як American Electronics Association, ліберальними політичними блогами, і деякими елементами руху правих консерваторів з релігійним ухилом. Опозиція до мережевого нейтралітету виходить переважно від великих телекомунікаційних компаній, виробників мережевого обладнання, і організацій захисту вільного ринку, таких як CATO-Institute.
Федеральна комісія із зв'язку США (FCC) у жовтні 2009 року підтримала проект концепції мережевого нейтралітету, яка забороняє телекомунікаційним компаніям блокувати певні види трафіку в залежності від їх прибутковості. Концепція введена в дію 2010 року.
Адміністрація президента США Барака Обами також підтримувала принцип мережевого нейтралітету.
Проте, 9 вересня 2013 року Апеляційний суд США у справі за позовом Verizon до FCC заборонив Комісії вимагати від інтернет-провайдерів дотримання принципу мережевої нейтральності. Як ухвалив суд, FCC не володіє юридичними можливостями накладати будь-які обмеження на компанії, що надають послуги доступу в інтернет.
У травні 2014 року FCC запустило зворотній процес, схваливши план щодо скасування мережевого нейтралітету. План передбачає, що американські інтернет-провайдери отримають право встановлювати різні параметри для передачі трафіку з різних сайтів, в залежності від укладених угод.[джерело?]
Проти виступили такі інтернет-гіганти, як Mozilla, Foursquare, Kickstarter, Reddit, Vimeo, а також найбільші порносайти Pornhub, Redtube і Youporn. Вони оголосили акцію «Internet Slowdown», заплановану на 10 вересня 2014. Учасники акції поставили собі за мету заполонити інтернет символічними значками «Loading». «Це стане наочним прикладом, як виглядає інтернет без мережевого нейтралітету».
26 лютого 2015 Федеральна комісія із зв'язку ухвалила рішення про мережевий нейтралітет, яке прирівнює інтернет до звичайних телекомунікаційних каналів і зобов'язує провайдерів однаково ставитися до будь-якого трафіку і не допускати дискримінацій.
У жовтні 2015 Європарламент ухвалив закон, що набрав чинності 30 квітня 2016. Інтернет-провайдери у Євросоюзі не повинні блокувати чи навмисно уповільнювати інтернет-трафік для певних сайтів і осіб, усі повнолітні користувачі мусять мати рівний доступ до вебсайтів. Обмеження можуть запровадити тільки у випадку, якщо це потрібно для виконання судового рішення, дотримання законів, протистояння кібер-атакам. Водночас операторам дозволено пропонувати спеціальні послуги, але це не повинно зашкодити якості інтернету для інших користувачів.
30 серпня 2016 Орган європейських регуляторів електронних комунікацій опублікував рекомендації, що роз'яснюють принципи, якими повинні керуватися європейські телекомунікаційні компанії при обробці даних. Ця публікація є зводом принципів мережевого нейтралітету ЄС, який зайняв жорстку позицію в цьому питанні.
14 грудня 2017 FCC скасувала принцип мережевого нейтралітету, введений рішенням 2015 року. За це проголосували три члена проти двох.